# 오구리 슌
오구리 슌(小栗 旬, 1982년 12월 26일~ )는 일본의 배우이다. 도쿄도 고다이라시 출신. 트라이스톤 엔터테인먼트 소속. 신장은 184cm, 혈액형은 O형이다. 현재는 슌의 소속사인 트라이스톤 엔터테인먼트의 대표이사이다.
배우자는 모델·배우 야마다 유, 처남은 배우 야마다 신타로이다.

## 약력
초등학교 6학년(11세) 시절, 우치다 유키를 동경해, 신문의 가장자리에 쓰여있던 오디션에 응모하여 합격하면서 엑스트라로 활동했다.
1998년 드라마 《GTO》에서 요시카와 노보루 역으로 연속 드라마에 첫 고정 출연했다.
2000년 드라마 《Summer Snow》에서 도모토 츠요시가 연기싼 시노다 나츠오의 동생이자 귀에 장애를 가진 시노다 준 역을 맡았다.
2003년 니나가와 유키오 연출의 무대에 첫 출연한 이후, 니나가와 작품의 단골 배우가 되었다. 2006년 무대 《타이터스 앤드러니커스》에서 에어론 역으로 출연, 영국의 로열 셰익스피어 극장에서도 공연을 실시해, 현지의 비평가로부터 “오구리 슌은 엄청난 아름다운 연기를 했다”고 평가 받았다. 또한 《명탐정 코난 10주년 드라마 스페셜 〈쿠도 신이치에게 보내는 도전장 ~작별인사까지의 서장 (프롤로그)》에서 쿠도 신이치 역으로 단편극에서의 첫 주연을 완수했다.
2007년 《올 나이트 닛폰》의 퍼스널리티에 발탁되었다.(2010년 3월말까지 담당) 드라마 《꽃보다 남자 2(리턴즈)》의 하나자와 루이 역으로 대브레이크하였으며, 《아름다운 그대에게~미남♂파라다이스~》의 사노 이즈미 역으로 더욱 인기에 불을 붙였다. 그 외에도 영화 주연작 《키사라기》, 《크로우즈 ZERO》가 히트. 《정열 대륙》은 사상 처음으로 2주 연속 특집으로 방송 되었고, 이듬해에 DVD회 되었다. 무대 《칼리굴라》에서 처음으로 타이틀 롤에 도전하였다.
2008년 《가난 남자 본비맨》에서 가난한 대학생 역으로 연속 드라마 첫 주연을 완수해 내, 전년도의 활약들이 높이 평가되어 엘란도르상 신인상 등 다수의 상을 수상하였다. 같은 해에 영화 《꽃보다 남자 F》, 드라마 《꿈을 이루어주는 코끼리》나 《아름다운 그대에게~미남♂파라다이스~》의 스페셜판에 출연했다.
2009년에는 대하드라마 《천지인》에서 이시다 미츠나리 역 (같은 역할을 1996년의 대하드라마 《히데요시》에서 소년 시절을 연기한 이래 13년 만에 다시 맡았다.), 무대 《무사시》에서 사사키 코지로 역, 영화 《TAJOMARU》에서 주연의 하타케야마 나오미츠 역 등 시극 작품의 출연이 잇따랐다. 이 외에도 드라마 《스마일》 등에 우정 출연하였고, 드라마 《도쿄 DOGS》로 게츠쿠 첫 주연을 맡았다.
2010년 영화 《춤추는 대수사선 THE MOVIE 3 녀석들을 해방하라!》와 드라마 《귀국》에 출연했으며, 드라마 《수의사 두리틀》으로 TBS 드라마 첫 주연을 완수했다. 배우 일 외에도 영화 《슈얼리 섬데이》에서는 배우로는 사상 최연소로서 영화 감독에 데뷔했다.
2011년 무대 《시계태엽 오렌지》에서 주인공 알렉스 역에 발탁되어 1월부터 공연하였다. 니나가와 유키오 연출이 아닌 무대 작품의 출연은 약 6년 만으로, 연출가 카와하라 마사히코와 첫 팀을 이루었다. 또한, 주연을 맡은 영화 《산》이 공개되었다.
2012년 드라마 《리치 맨, 푸어 우먼》이 호평을 받으면서, 닛칸 스포츠 드라마 그랑프리 2012년도 여름 드라마부문에서 남우주연상, 제74회 더 텔레비전 드라마 아카데미상(2012년 11월에 발표)에서도 남우주연상을 수상했다. 다음 해에는 SP의 《리치 맨, 푸어 우먼 in 뉴욕》이 방송되었고, 이후 한국에서도 드라마화 되는 등 현재도 꾸준한 인기를 끌고 있다.
2013년 대하드라마 《야에의 벚꽃》에서 요시다 쇼인 역을 맡았다. 대하드라마의 출연은 이로써 여섯 번째가 된다.
2014년 공개된 《루팡 3세》에서는 실사판의 루팡 3세를 연기하는 것이 결정되어, 10개월간의 작업 훈련과 8Kg의 감량으로 역할 연구를 했다.
2015년 《아름다운 그대에게~미남♂파라다이스~》로 공동 출연한 이쿠타 토마와는 8년 만에 드라마 《우로보로스~이 사랑이야말로, 정의.》에 함께 출연했다.
2017년 영화 《은혼》에서 주인공 사카타 긴토키 역을 맡아, 2017년 실사 일본 영화 1위를 기록했다. 또한 2018년 여름에는 속편 《은혼 2: 규칙은 깨라고 있는 것》이 공개되었다.
2018년 「꽃보다 남자」와 같은 역할의 하나자와 루이 역으로 《꽃보다 맑음 ~꽃남 넥스트 시즌~》에 게스트 출연, 「꽃보다 남자 F」로부터 10년 만에 부활되었다. 같은 해에 대하드라마 《세고돈》에서 사카모토 료마 역을 연기했으며, 대하드라마 출연은 이로써 일곱 번째가 되었다. 또한 드라마 《오늘부터 우리는!!》에서 이발사 역으로 카메오 출연, 극 중 대사나 헤어스타일, 가게의 이름은 〈GENJI〉로, 자신의 주연 영화 《크로우즈 ZERO》에서 연기한 타키야 겐지 역을 방불케했다.
2019년에는 이전부터 교류가 있었던 사진 작가·영화 감독 니나가와 미카의 영화 《Diner 다이너》와 《인간실격 다자이 오사무와 세 명의 여자들》의 두 편의 영화에 출연. 후자에선 역할 연구를 위해 10kg 이상을 감량했다. 2019년 여름, 어학 학습을 위한 9개월 한정으로 로스앤젤레스로 떠났으나, 신종 코로나 바이러스의 영향으로 봄에 귀국했다가, 일정을 연기하고 2020년 7월에 완전히 귀국했다.
2020년 영화 《죄의 목소리》에서는 어떤 사건을 쫓는 신문기자 역을 맡아 호치 영화상 등 그 해의 여러 영화 시상식에서 남우주연상을 수상했다.
2021년 할리우드 영화 《고질라 VS. 콩》((2020년 공개 예정이었으나 신종 코로나 바이러스 등의 영향으로 연기)로 할리우드에 데뷔했다. 이전에도 할리우드에서 몇차례 제의가 왔었지만, 일본에서의 촬영의 중복이나 어학 부족 등의 이유로 거절했었다. 그러나 미국 거주 때에 제작진과의 여러 번 논의를 거듭하면서 출연이 실현되었다.
2022년 1월부터 방송되는 대하드라마 《가마쿠라도노의 13인》으로 주연을 맡았다.

## 개인사
2012년 3월 12일 《가난 남자 본비맨》에서 공연한 모델이자 여배우 야마다 유와 4년간 교제 기간을 거쳐 결혼을 발표, 3월 14일에 혼인 신고를 제출했다. 그 후 10월 2일에 아내 야마다의 고향인 오키나와에서 가족 만이 참석한 결혼식을 올린 뒤, 2013년 1월 6일에 하와이에서 다수의 연예인 동료들을 초대한 결혼식과 피로연을 열였다.
2014년 10월 2일 첫 아이가 탄생 한 것을 발표했다.(당초 성별과 생일은 밝히지 않았지만, 성별에 대해서는 여아임을 오구리의 입에 의해 공표 되었다. 그러나 이전에 이미 첫 아이가 여아인 것은 사실상 알려져 있었다.)
2017년 1월 20일 둘째 아이가 탄생했다고 발표했다.

## 인물·에피소드
- 왼손잡이.[10]

- 아버지는 무대 감독 오구리 테츠야,[11] 어머니는 클래식 발레 교사이며,[2] 형은 연출가이자 전 배우인 오구리 료,[주 3] 일반인의 누나가 있다.[12]

- 취미는 야구, 음악 감상, 피규어 수집, LEGO 조립. 야구에 대해서는, 〈나카메구로 팔뚝〉이라고 하는 팀에 소속해 있다.[주 4]

- 브랜드나 패션 잡지와 콜라보레이션하여 옷이나 액세서리 등의 디자인을 직접 하기도 한다.

- 고교 시절에 오디션을 앞두고 헤어스타일을 모히칸으로 하고 눈썹을 깎아 버렸던 적이 있다. 당시 재학 중이던 고등학교의 학생들 사이에서 학교 축제에서는 화려한 모습을 해야 한다는 일종의 룰이 있었으나, 당시도 배우 활동을 하고 있던 관계로 마음대로 치장을 할 수가 없자 동급생으로부터 “너는 언제나 보통 모습이다”라는 말을 들었던 것이 계기가 되었다. 하지만 아버지와 매니저로부터 혼이 나고 사무소에서도 해고될 뻔했다. 또한, 이 때의 영향으로 머리카락이 곱슬머리로 변해버렸다.[주 5]

- 묘죠 가쿠엔 고등학교를 중퇴하고 나서 몇 년간, 배우 활동과 동시에 주유소나 카페 등에서 아르바이트를 하던 시기가 있었다. 양복점에서 아르바이트를 할 때에는 숍 점원으로서 사무소에 무단으로 잡지에 실렸던 적이 있다.[주 6]

- 만화를 좋아하고, 소년 만화를 중심으로 다량으로 구입하는 경우도 많다. 그 수가 상당히 많기 때문에 방에 전부 들어가지 않고, 본가에는 계단의 층계에까지 놓여져 있다. 좋아하는 만화로는 〈궁극!! 변태 가면〉을 언급했다.[주 7]

- 오구리는 스푸핑 계정의 출현을 받고, 트위터 등의 SNS는 하지 않은 취지를 공식 사이트에서 발표하고 있다.[13]

- 현재는 오구리 슌의 소속사인 트라이스톤 엔터테인먼트의 대표이사로 취임했다.

## 출연 작품
역할의 굵은 표시는 주연 작품

### 텔레비전 드라마
| 방송일자                                    | 제목                                                                                                 | 역할                                 | 방송사            | 비고        |
| ------------------------------------------- | --- | ------------------------------------ | ----------------- | ----------- |
| 1995년 10월 19일 ~ 1996년 9월 12일          | 목요일의 괴담 괴기 클럽 〈초등학생편, 중학생편〉                                                     | 빈칸                                 | 후지 TV           | 데뷔작      |
| 1995년 11월 12일                            | 대하드라마 〈8대 쇼군 요시무네〉 제44화                                                              | 도쿠가와 무네모토                    | NHK               |             |
| 1996년 1월 1일                              | 바람 빛나는 검                                                                                       | 빈칸                                 | BShi              |             |
| 1996년                                      | 히메 쇼군 오오아바레 제38화                                                                          | 빈칸                                 | TV 도쿄           |             |
| 1996년 1월 7일 ~ 12월 22일                  | 대하드라마 〈히데요시〉                                                                              | 사키치 (이시다 미쓰나리의 어린 시절) | NHK               |             |
| 1997년 4월 3일                              | 원내 감염                                                                                            | 노무라 타카아키                      | NTV               |             |
| 1996년 4월 16일 ~ 6월 25일                  | 승리의 여신                                                                                          | 빈칸                                 | 후지 TV           |             |
| 1996년 10월 21일 ~ 12월 6일                 | 해님이 가득                                                                                          | 빈칸                                 | TBS)              |             |
| 1997년 9월 3일 ~ 10일                       | 그것이 답이다! 제10화·제11화                                                                         | 토오루                               | 후지 TV           |             |
| 1997년 9월 29일                             | 할아버지의 부엌                                                                                      | 빈칸                                 | TV 도쿄           |             |
| 1997년 12월 29일                            | 라스트 이닝                                                                                          | 아쿠츠 다이스케                      | NHK BS2           |             |
| 1998년 5월 1일                              | 하늘까지 닿아라 제9화                                                                                | 중학생                               | TBS               |             |
| 1998년 7월 7일 ~ 1998년 9월 22일            | GTO                                                                                                  | 요시카와 노보루                      | 간사이 TV/후지 TV |             |
| 1999년 6월 29일                             | GTO 스페셜                                                                                           | 요시카와 노보루                      | 간사이 TV/후지 TV |             |
| 1999년 5월 24일                             | 가정 재판소 조사관 아키코                                                                            | 시바사키 신지                        | TBS               |             |
| 2000년 1월 9일 ~ 12월 17일                  | 대하드라마 〈아오이 토쿠가와 삼대〉                                                                  | 호소카와 타다토시                    | NHK               |             |
| 2000년 4월 21일                             | 이케부쿠로 웨스트 게이트 파크 제2화                                                                  | 요시카즈                             | TBS               |             |
| 2000년 7월 7일 ~ 9월 15일                   | Summer Snow                                                                                          | 시노다 준                            | TBS               |             |
| 2000년 10월 9일 ~ 12월 11일                 | 내일을 안아                                                                                          | 키도 카즈히코                        | 요미우리 TV       |             |
| 2000년 11월 28일                            | 화요일 서스펜스 극장 〈고독한 과실 단 5만엔에서 살해당한 아들〉                                      | 타마이 준이치                        | NTV               |             |
| 2000년 12월 12일·19일                       | 편집왕 제10화 ~ 최종화                                                                               | 타카노 타케시                        | 후지 TV           |             |
| 2001년 3월 12일                             | 모업 실격                                                                                            | 이노우에 히로마사                    | TBS               |             |
| 2001년 4월 9일 ~ 6월 25일                   | Pure Soul~네가 나를 잊어도~                                                                          | 타카하라 가쿠                        | 요미우리 TV/NTV   |             |
| 2001년 8월 6일                              | 체리 제1화                                                                                           | 야마자키 유지                        | NTV               |             |
| 2001년 9월 3일 ~ 11월 5일                   | 하트                                                                                                 | 코미네 카이토                        | NHK 종합          |             |
| 2001년 9월 25일                             | 동경하는 사람                                                                                        | 카타야마 츠토무                      | 후지 TV           |             |
| 2001년 12월 1일                             | 청과 백으로 수색                                                                                     | 키시다 타쿠미                        | NTV               |             |
| 2002년 4월 17일 ~ 7월 3일                   | 고쿠센 1기                                                                                           | 우치야마 하루히코 (웃치)             | NTV               |             |
| 2003년 1월 2일                              | 천국의 다이스케에 ~하코네 에키덴이 이어진 인연~                                                      | 사토 다이스케                        | NTV               |             |
| 2003년 1월 7일 ~ 3월 11일                   | 시어머니와 함께                                                                                      | 아라마키 켄스케                      | 후지 TV           |             |
| 2003년 3월 26일                             | 고쿠센 1기 스페셜                                                                                    | 우치야마 하루히코 (웃치)             | NTV               |             |
| 2003년 5월 3일                              | 뉴 커머스                                                                                            | 에노모토 타카시                      | 후지 TV           |             |
| 2003년 7월 4일 ~ 9월 12일                   | Stand Up!!                                                                                           | 에나미 코지                          | TBS               |             |
| 2003년 11월 8일                             | 뉴 커머스 남탕 2                                                                                     | 에노모토 타카시                      | 후지 TV           |             |
| 2004년 1월 10일                             | 스무살 1983년에 태어나서                                                                             | 타도코로 켄타로                      | 후지 TV           |             |
| 2004년 1월 13일                             | FIRE BOYS 제2화                                                                                      | 야자와 켄                            | 간사이 TV/후지 TV |             |
| 2004년 2월 21일                             | 68 FILMS 도쿄 소녀 제9화 언덕                                                                        | 카즈요시                             | BS-i/BS후지       |             |
| 2004년 4월 3일                              | 정말로 있었던 무서운 이야기 특별편 〈황천의 숲〉                                                     | 니시가키 요시노리                    | 후지 TV           |             |
| 2004년 7월 5일 ~ 26일                       | 디비전 1 스테이지 4 헝그리 키드                                                                      | 모리카와 하야오                      | 후지 TV           |             |
| 2004년 12월 5일                             | 리턴 매치~패자부활전~                                                                                | 야마지 카즈야                        | 후지 TV           |             |
| 2005년 1월 3일                              | 타이카 개신                                                                                          | 나카노오에노 황자                    | NHK               |             |
| 2005년 1월 11일 ~ 3월 22일                  | 구명 병동 24시 (제3시리즈)                                                                           | 코노 카즈야                          | 후지 TV           |             |
| 2005년 2월 5일                              | 고도                                                                                                 | 미즈키 신이치                        | TV 아사히         |             |
| 2005년 3월 29일                             | 구명 병동 24시 어나더 스토리                                                                         | 코노 카즈야                          | 후지 TV           |             |
| 2005년 4월 10일 ~ 6월 26일                  | 너무 귀여워                                                                                          | 야구치 준이치                        | TBS               |             |
| 2005년 4월 24일 ~ 9월 25일                  | 대하드라마 〈요시츠네〉 제16화 ~ 38화                                                                | 카지 케이키                          | NHK               |             |
| 2005년 7월 7일 ~ 9월 22일                   | 전차남                                                                                               | 미나모토 무네타카                    | 후지 TV           |             |
| 2005년 8월 2일                              | 24개의 눈동자                                                                                        | 오카다 이소키치                      | NTV               |             |
| 2005년 8월 15일                             | 각오 - 전장 기자 하시다 신스케 이야기                                                                | 하시다 다이스케                      | TBS               |             |
| 2006년 8월 26일                             | 24시간 TV 스페셜 드라마 〈용기〉                                                                     | 하마                                 | NTV               |             |
| 2006년 9월 23일                             | 전차남 최후의 성전                                                                                   | 미나모토 무네타카                    | 후지 TV           |             |
| 2005년 10월 21일 ~ 12월 16일                | 꽃보다 남자                                                                                          | 하나자와 루이                        | TBS               |             |
| 2006년                                      | 엘 포포라치가 간다!                                                                                  | 코우타                               | NHK               |             |
| 2006년 10월 2일                             | 명탐정 코난 10주년 드라마 스페셜 제1탄 〈쿠도 신이치에게 보내는 도전장~안녕까지의 서장〉             | 쿠도 신이치                          | NTV               |             |
| 2007년 1월 5일 ~ 3월 16일                   | 꽃보다 남자 2 (리턴즈)                                                                               | 하나자와 루이                        | TBS               |             |
| 2007년 7월 3일 ~ 9월 18일                   | 아름다운 그대에게~미남♂파라다이스~                                                                   | 사노 이즈미                          | 후지 TV           |             |
| 2007년 12월 17일                            | 명탐정 코난 10주년 드라마 스페셜 제2탄 〈쿠도 신이치의 부활! 검은 조직과의 대결〉 (2007년 12월 17일) | 쿠도 신이치                          | NTV               |             |
| 2008년 1월 15일 ~ 3월 11일                  | 가난 남자 본비맨                                                                                     | 코야마 카즈미                        | NTV               |             |
| 2008년 10월 2일                             | 꿈을 이루어주는 코끼리 〈남자의 성공〉편                                                             | 노가미 코헤이                        | 요미우리 TV       |             |
| 2008년 10월 2일                             | 꿈을 이루어주는 코끼리 〈여자의 행복〉편 제1화                                                       | 노가미 코헤이                        | 요미우리 TV       |             |
| 2008년 10월 12일                            | 아름다운 그대에게~미남♂파라다이스~졸업식&7과 1/2 스페셜                                              | 사노 이즈미                          | 후지 TV           |             |
| 2009년 1월 4일 ~ 11월 22일                  | 대하드라마 〈천지인〉                                                                                | 이시다 미츠나리                      | NHK               |             |
| 2009년 8월 9일                              | 결당! 노인당                                                                                         | 기자                                 | WOWOW             | 카메오 출연 |
| 2009년 4월 17일 ~ 6월 26일                  | 스마일                                                                                               | 하야시 세이지                        | TBS               |             |
| 2009년 10월 19일 ~ 12월 21일                | 도쿄 DOGS                                                                                            | 다카쿠라 소우                        | 후지 TV           |             |
| 2010년 4월 9일                              | 후지 TV 개국 50주년 기념 드라마 〈우리 집의 역사〉 제1밤                                             | 타카쿠라 켄(학생 시절)               | 후지 TV           |             |
| 2010년 8월 14일                             | 귀국                                                                                                 | 키타니 소위                          | TBS               |             |
| 2010년 10월 17일 ~ 12월 19일                | 수의사 두리틀                                                                                        | 톳토리 켄이치                        | TBS               |             |
| 2010년 12월 18일                            | NHK 스페셜 〈안녕, 아루마〉                                                                          | 사나다 세이타로                      | NHK 종합          |             |
| 2011년 7월 ~ 9월                            | 아라카와 언더 더 브리지                                                                              | 촌장                                 | 마이니치 방송     |             |
| 2011년 9월 9일                              | 용사 요시히코와 마왕의 성 제10화                                                                     | 박카스                               | TV 도쿄           |             |
| 2012년 7월 9일 ~ 9월 17일                   | 리치 맨, 푸어 우먼                                                                                   | 휴우가 토오루                        | 후지 TV           |             |
| 2012년 9월 1일                              | 춤추는 대수사선 THE LAST TV 샐러리맨 형사와 마지막 어려운 사건                                       | 토리카이 세이치                      | 후지 TV           |             |
| 2013년 1월 6일 ~ 2월 3일                    | 대하드라마 〈야에의 벚꽃〉 제1화 ~ 제5화                                                             | 요시다 쇼인                          | NHK               | 특별 출연   |
| 2013년 4월 1일                              | 리치 맨, 푸어 우먼 in 뉴욕                                                                           | 휴우가 토오루                        | 후지 TV           |             |
| 2013년 5월 11일                             | 기묘한 이야기 '13 봄 특별편 〈AIR 닥터〉                                                             | 키리하라 토루                        | 후지 TV           |             |
| 2013년 7월 3일 ~ 9월 11일                   | Woman                                                                                                | 아오야기 신                          | NTV               |             |
| 2014년 4월 10일 ~ 6월 5일                   | BORDER 경시청 수사 1과 살인범 수사 제4계                                                             | 이시카와 안고                        | TV 아사히         |             |
| 2014년 5월 9일                              | 오이에상                                                                                             | 카네코 나오키치                      | 요미우리 TV       |             |
| 2014년 9월 14일                             | 아버지의 등 최종화 〈키타벳푸 씨, 제발〉                                                             | 키타벳푸 토라오(성인 후)             | TBS               | 특별 출연   |
| 2014년 10월 13일 ~ 12월 22일                | 노부나가 콘체르토                                                                                    | 오다 노부나가/아케치 미츠히데 (2역)  | 후지 TV           |             |
| 2015년 1월 16일 ~ 3월 20일                  | 우로보로스~이 사랑이야말로, 정의.                                                                    | 단노 타츠야                          | TBS               |             |
| 2015년 10월 23일·11월 20일·12월 11일 ~ 18일 | 코우노도리 제2화·제6화·제9화 ~ 최종화                                                                | 나가이 히로유키                      | TBS               |             |
| 2016년 1월 16일 ~ 4월 9일                   | 도쿄 센티멘탈                                                                                        | 아라키                               | TV 도쿄           |             |
| 2017년 1월 7일                              | 도쿄 센티멘탈 SP ~센쥬의 사랑~                                                                       | 아라키                               | TV 도쿄           |             |
| 2017년 4월 11일 ~ 6월 13일                  | CRISIS 공안 기동 수사대 특수반                                                                       | 이나미 아키라                        | 간사이 TV/후지 TV |             |
| 2017년 10월 29일                            | BORDER 속죄                                                                                          | 이시카와 안고                        | TV 아사히         |             |
| 2018년 5월 1일                              | 꽃보다 맑음 ~꽃남 넥스트 시즌~ 제3화                                                                 | 하나자와 루이                        | TBS               | 특별 출연   |
| 2018년 7월 22일 ~ 9월 16일                  | 대하드라마 〈세고돈〉 제26화 ~ 제35화                                                                | 사카모토 료마                        | NHK               | 특별 출연   |
| 2018년 10월 14일                            | 오늘부터 우리는!! 제1화                                                                              | 이발사                               | NTV               | 우정 출연   |
| 2018년 11월 12일                            | 엔도 켄이치와 쿠도 칸쿠로의 공부하겠습니다 제1화                                                     | 자신                                 | WOWOW             | 특별 출연   |
| 2019년 3월 30일·31일                        | TV 도쿄 개국 55주년 특별 기획 드라마 스페셜 〈두 개의 조국〉                                         | 아마하 켄지                          | TV 도쿄           |             |
| 2019년 9월 22일 ~ 10월 6일                  | 비밀 × 전사 팬터 미라지! 제25화 ~ 제27화                                                             | 환쿠리 (오쿠리 쥰)                   | TV 도쿄           |             |
| 2021년 10월 10일 ~ 12월 12일                | 일본 침몰-희망의 사람-                                                                               | 아마미 케이지                        | TBS               |             |
| 2022년 1월 9일 ~                            | 대하드라마 〈가마쿠라도노의 13인〉                                                                   | 호조 요시토키                        | NHK               |             |

### 영화
| 개봉일자         | 제목                                           | 역할                                | 배급사                             | 비고                |
| ---------------- | ---------------------------------------------- | ----------------------------------- | ---------------------------------- | ------------------- |
| 2000년 9월 16일  | 행복 가족 계획                                 | 히로세 쇼타                         | 쇼치쿠                             |                     |
| 2002년 3월 30일  | 양의 노래                                      | 타카시로 카즈나                     | 그루브 코포레이션                  |                     |
| 2003년 5월 10일  | 아즈미                                         | 나치                                | 도호                               |                     |
| 2003년 9월 13일  | 로보콘                                         | 아이다 코이치 역                    | 도호                               |                     |
| 2003년 10월 9일  | 이즈 에이 [is A.]                              | 소년 A = 유야                       | GP 뮤지엄 소프트                   |                     |
| 2004년 7월 24일  | 하켄크로이츠의 날개                            | RIKUO                               | 리베로                             |                     |
| 2005년 3월 12일  | 아즈미 2 Death or Love                         | 나치/긴카쿠 (2역)                   | 도호                               |                     |
| 2005년 4월 2일   | 이웃 13호                                      | 13                                  | 미디어 슈트                        |                     |
| 2005년 9월 10일  | Life on the longboard                          | 켄타                                | 오피스 키타                        |                     |
| 2006년 1월 7일   | 환생                                           | 오니시 카즈야                       | 도호                               |                     |
| 2006년 3월 11일  | 워터스                                         | 료헤이                              | 가가                               |                     |
| 2006년 9월 30일  | 유실물                                         | 쿠가 슌이치                         | 쇼치쿠                             |                     |
| 2007년 2월 24일  | 사쿠란                                         | 꽃 장수                             | 아스믹 에이스                      | 카메오 출연         |
| 2007년 6월 16일  | 키사라기                                       | 이에모토                            | 쇼게이트                           |                     |
| 2007년 9월 15일  | 스키야키 웨스턴 장고                           | 아키라                              | 소니 픽처스 엔터테인먼트           |                     |
| 2007년 10월 27일 | 크로우즈 ZERO                                  | 타키야 겐지                         | 도호                               |                     |
| 2008년 6월 28일  | 꽃보다 남자 F(파이널)                          | 하나자와 루이                       | 도호                               |                     |
| 2008년 9월 20일  | 뱀에게 피어싱                                  | 폭력단원                            | 가가                               | 카메오 출연         |
| 2009년 4월 11일  | 크로우즈 ZERO II                               | 타키야 겐지                         | 도호                               |                     |
| 2009년 7월 11일  | 고쿠센 THE MOVIE                               | 우치야마 하루히코 (웃치)            | 도호                               |                     |
| 2009년 9월 12일  | TAJOMARU                                       | 하타케야마 나오미츠                 | 워너 브라더스 영화                 |                     |
| 2010년 7월 3일   | 춤추는 대수사선 THE MOVIE 3 녀석들을 해방하라! | 토리카이 세이치                     | 도호                               |                     |
| 2010년 7월 17일  | 슈얼리 섬데이                                  | 경관 B                              | 쇼치쿠                             | 감독작, 카메오 출연 |
| 2011년 5월 7일   | 산                                             | 시마자키 산포                       | 도호                               |                     |
| 2012년 2월 4일   | 아라카와 언더 더 브리지 THE MOVIE              | 촌장                                | 소니 픽처스 엔터테인먼트           |                     |
| 2012년 2월 11일  | 딱따구리와 비                                  | 다나베 코이치                       | 카도카와 영화                      |                     |
| 2012년 5월 5일   | 우주형제                                       | 난바 뭇타                           | 도호                               |                     |
| 2012년 9월 7일   | 춤추는 대수사선 THE FINAL 새로운 희망          | 토리카이 세이치                     | 도호                               |                     |
| 2013년 8월 10일  | 소년 H                                         | 우동 가게의 오빠                    | 도호                               |                     |
| 2014년 8월 30일  | 루팡 3세                                       | 루팡 3세                            | 도호                               |                     |
| 2015년 10월 24일 | 갤럭시 가도                                    | 하토야 대원                         | 도호                               |                     |
| 2016년 1월 23일  | 노부나가 콘체르토                              | 오다 노부나가/아케치 미츠히데 (2역) | 도호                               |                     |
| 2016년 4월 29일  | 테라포마스                                     | 혼다 코우                           | 워너 브라더스 영화                 |                     |
| 2016년 11월 12일 | 뮤지엄                                         | 사와무라 히사시                     | 워너 브라더스 영화                 |                     |
| 2017년 5월 6일   | 추억                                           | 타도코로 케이타                     | 도호                               |                     |
| 2017년 7월 14일  | 은혼                                           | 사카타 긴토키                       | 워너 브라더스 영화                 |                     |
| 2017년 7월 28일  | 너의 췌장을 먹고 싶어                          | 현재의 「나」                       | 도호                               |                     |
| 2018년 8월 17일  | 은혼 2: 규칙은 깨라고 있는 것                  | 사카타 긴토키                       | 워너 브라더스 영화                 |                     |
| 2018년 9월 14일  | 히비키 -HIBIKI-                                | 야마모토 슌페이                     | 도호                               |                     |
| 2019년 5월 17일  | 컨피던스 맨 JP -로맨스편-                      | 보석 연마 장인                      | 도호                               | 카메오 출연         |
| 2019년 7월 5일   | Diner 다이너                                   | 마테바                              | 워너 브라더스 영화                 |                     |
| 2019년 9월 13일  | 인간실격 다자이 오사무와 세 명의 여자들        | 다자이 오사무                       | 쇼치쿠, 아스믹 에이스              |                     |
| 2020년 10월 30일 | 죄의 목소리                                    | 아쿠츠 에이지                       | 도호                               |                     |
| 2020년 12월 11일 | 신해석 삼국지                                  | 조조                                | 도호                               |                     |
| 2021년 6월 11일  | 캐릭터                                         | 키요 슌스케                         | 도호                               |                     |
| 2021년 7월 2일   | 고질라 VS. 콩                                  | 세리자와 렌                         | 워너 브라더스 영화/도호(일본 배급) | 미국 영화           |
| 2021년 9월 23일  | 마이 대디                                      | 나가사키 료타                       | 이온 엔터테인먼트                  |                     |
| 2023년 7월 28일  | 킹덤3: 운명의 불꽃                             | 이목                                | 토에이/소니 픽처스                 |                     |
| 2024년 7월 12일  | 킹덤4: 대장군의 귀환                           | 이목                                | 토에이/소니 픽처스                 |                     |

### 무대
| 공연일자          | 제목                                     | 역할                                    | 공연장소  | 비고                                         |
| ----------------- | ---------------------------------------- | --------------------------------------- | --------- | -------------------------------------------- |
| 1998년            | COLOR                                    | 야마자키 타카시                         | 빈칸      | 연출: 아다치 노부아키                        |
| 2000년            | 인생은 덜컹덜컹 열차를 타고              | TBA                                     | 빈칸      | 연출: 야마다 타카유키                        |
| 2003년            | 우주에서 가장 빠른 시계                  | 폭스트롯                                | 빈칸      | 연출: 시라이 아키라                          |
| 2003년            | 햄릿                                     | 포틴브라스                              | 빈칸      | 연출: 니나가와 유키오                        |
| 2004년            | JOKER                                    | 미츠하시                                | 빈칸      | 연출: 미즈타 노부오                          |
| 2004년            | 마음에 드시는 대로                       | 올랜도                                  | 빈칸      | 연출: 니나가와 유키오                        |
| 2005년            | 우연의 음악                              | 재크 포치                               | 빈칸      | 연출: 시라이 아키라                          |
| 2006년            | 실수의 희극                              | 안티폴루스 형/안티폴루스 동생 (1인 2역) | 빈칸      | 연출: 니나가와 유키오                        |
| 2006년            | 타이터스 앤드러니커스                    | 에어론                                  | 빈칸      | 연출: 니나가와 유키오                        |
| 2007년            | 마음에 드시는 대로                       | 올랜도                                  | 빈칸      | 연출: 니나가와 유키오 ※2004년 재연           |
| 2007년            | 칼리굴라                                 | 칼리굴라                                | 빈칸      | 연출: 니나가와 유키오                        |
| 2009년            | 무사시                                   | 사사키 코지로                           | 빈칸      | 연출: 니나가와 유키오                        |
| 2011년            | 시계 태엽 오렌지                         | 알렉스                                  | 빈칸      | 연출: 카와하라 마사히코                      |
| 2011년            | 극단☆신감선 〈촉루성의 7인〉             | 스테노스케                              | 빈칸      | 작: 나카시마 카즈키, 연출: 이노우에 히데노리 |
| 2013년 5월        | 붉은 어둠~텐구당 환상담~                 | 다이치로                                | 극장 코쿤 | 연출: 나가츠카 케이시                        |
| 2014년 7월        | 뻐꾸기 둥지 위로 날아간 새               | 맥머피                                  | 빈칸      | 연출: 카와하라 마사히코                      |
| 2015년 9월 ~ 10월 | 레드                                     | 켄                                      | 빈칸      | 작: 존 로건, 연출: 오기와 에리코             |
| 2016년 9월        | 스지나시 BLITZ 극장 Vol.4                | 아카사카 BLITZ                          | 빈칸      | 빈칸                                         |
| 2017년 3월        | 극단☆ 신감선 〈촉루성의 7인 「화시즌」〉 | 스테노스케                              | 빈칸      | 작: 나카시마 카즈키, 연출: 이노우에 히데노리 |
| 2017년 8월        | 뮤지컬 〈영 프랑켄슈타인〉               | 프레드릭                                | 빈칸      | 연출: 후쿠다 유이치                          |
| 2020년            | 존 왕                                    | 필립 더 버스터                          | 빈칸      | 연출:요시다 코타로 공연 중지                 |

### 극장판·TV 애니메이션
| 개봉/방송일자              | 제목                                                       | 역할                                    | 배급사/방송사                                       | 비고                       |
| -------------------------- | ---------------------------------------------------------- | --------------------------------------- | --------------------------------------------------- | -------------------------- |
| 1997년 12월                | 베이비★LOVE                                                | 니카이도 와타루                         | 빈칸                                                | 오리지널 비디오 애니메이션 |
| 2005년 7월 23일            | 극장판 강철의 연금술사 샴발라를 정복하는 자                | 알폰스 하이데리히                       | 빈칸                                                | 극장판 애니메이션          |
| 2006년 4월 13일 ~ 6월 22일 | 수왕성                                                     | 서드(시구르드 헤더 소위)                | 후지 TV                                             | TV 애니메이션              |
| 2006년                     | The World of GOLDEN EGGS #21                               | 에밀리오 (카메오 출연 )                 | 빈칸                                                | TV 애니메이션              |
| 2006년 12월 16일           | 극장판 동물의 숲                                           | 토타케케                                | 도호                                                | 극장판 애니메이션          |
| 2007년 6월 15일            | 완간 미드나이트                                            | 아사쿠라 아키오                         | 스카파!·퍼펙트 초이스                               | TV 애니메이션/게임판       |
| 2007년 12월 15일           | 서핑 업                                                    | 코디 매버릭 (샤이아 러버프 분) (일본판) | 컬럼비아 픽처스/소니 픽처스 엔터테인먼트(일본 배급) | 극장판 애니메이션          |
| 2008년 7월 5일             | HIGHLANDER 하이랜더 ~감독판~                               | 코린                                    | 이매지 애니메이션 스튜디오 리미티드                 | 극장판 애니메이션          |
| 2009년 5월 6일             | 스폰지밥 TV판                                              | 잭 (일본판)                             | NHK E 텔레                                          | TV 애니메이션              |
| 2010년 4월 6일             | RAINBOW-2사 6방의 7인                                      | 미나카미 마리오                         | NTV                                                 | TV 애니메이션              |
| 2011년 7월 8일             | 도라에몽 TV판 제2기                                        | 아마구리 슌                             | TV 아사히                                           | TV 애니메이션              |
| 2012년 3월 3일             | 극장판 도라에몽 진구와 기적의 섬 ~애니멀 어드벤처~         | 아마구리 슌                             | 도호                                                | 극장판 애니메이션          |
| 2012년 7월 7일             | 구스코 부도리의 전기                                       | 구스코 부도리                           | 워너 브라더스 재팬                                  | 극장판 애니메이션          |
| 2013년 9월 7일             | 캡틴 하록 -SPACE PIRATE CAPTAIN HARLOCK-                   | 하록                                    | 도에이                                              | 극장판 애니메이션          |
| 2014년                     | 노부나가 콘체르토                                          | 내레이션                                | 후지 TV                                             | TV 애니메이션              |
| 2014년 3월 8일             | 극장판 도라에몽 진구의 아프리카 모험 ~베코와 5인의 탐험대~ | 사벨                                    | 도호                                                | 극장판 애니메이션          |
| 2015년 7월 11일            | 괴물의 아이                                                | 시부야 구청 직원                        | 도호                                                | 극장판 애니메이션          |
| 2016년 7월 16일            | ONE PIECE ~하트 오브 골드~                                 | 매드 트레저                             | 후지 TV                                             | TV 애니메이션              |
| 2016년 7월 23일            | ONE PIECE FILM GOLD                                        | 매드 트레저                             | 도에이                                              | 극장판 애니메이션          |
| 2017년                     | 은혼                                                       | 사카타 긴토키                           | TV 도쿄                                             | TV 애니메이션              |
| 2018년 12월 14일           | 극장판 요괴워치: 포에버 프렌즈                             | 시엔                                    | 도호                                                | 극장판 애니메이션          |
| 2019년 7월 19일            | 날씨의 아이                                                | 스가 케이스케                           | 도호                                                | 극장판 애니메이션          |
| 2023년 12월 8일            | 창가의 토토                                                | 아빠                                    | 도호                                                | 극장판 애니메이션          |

### 게임
- 완간 미드나이트 (2007년 7월 26일, 플레이스테이션 3) - 아사쿠라 아키오 역
- 레이튼 교수와 최후의 시간 여행 (2008년 11월 27일, 닌텐도 DS) - 청년 루크 역
- 용과 같이 6: 생명의 시 (2016년 12월 8일, 플레이스테이션 4) - 소메야 타쿠미 역

### WEB·전달 드라마
- 대상 (2016년 10월 ~ , hulu) - 오쿠야마 케이스케 역
- 은혼 -고추 편- (2017년 7월 15일, dTV) - 사카타 긴토키 역
- 은혼 2 -기묘한 은혼짱- (2018년 8월 17일, dTV) - 사카타 긴토키 역
- 사랑하는 사람~The other side of 일본 침몰~ 제8화 (2021년, Paravi) - 아마미 케이지 역 (특별출연)

### 라디오 드라마
- 잊을 수 없는 사랑의 노래 (2006년 10월 16일 ~ 11월 9일, 닛폰 방송) - 린타로 역
- 일주일에 한 번의 러브 레터 (2007년 6월 18일 ~ 28일, 닛폰 방송) - 이에모토 역
- 키사라기 the RADIO (2007년 6월 21일, FM 요코하마) - 이에모토 역
- 새해 이브에 만나고 싶어 (2007년 12월 31일, 닛폰 방송) - 주유소에서 일하는 청년 역
- 라디오에 터치!  6COLORS (2012년 11월 3일 ~ 12월 8일, NHK 오사카·MBS·아사히 TV·라디오 오사카·FM OSAKA·FM802 제작)

### 감독·각본 작품
- 크로우즈 ZERO II 극장 매너 CM (2009년)
- 슈얼리 섬데이 (2010년 7월 17일 공개)
- HK 변태 가면 (2013년 4월 13일 공개) - 각본 협력

## 그 외 출연

### 다큐멘터리
- 세계 우루룬 체류기 시베리아 편 (2001년 2월 4일, 마이니치 방송)
- 정열대륙 (2007년 11월 11일·18일, 마이니치 방송)
- 매리설산 17명의 친구를 찾아 (2008년 3월 2일, NTV) - 내레이션
- 체감! 오구리 슌과 보는 태양의 서커스 (2008년 6월 3일 ~ 10월 9일, 마이니치.jp) ※Web 전달, 리포터로서 출연
- 24시간 특별 프로! 오구리 슌 〈크로우즈 ZERO II〉와 그 동료들 (2008년 7월 31일 ~ 8월 1일, 퍼펙트 초이스)
- 배우 오구리 슌이 접한 코루테오 슈퍼 서커스의 육체 표현 (2008년 12월 27일, 후지 TV)
- 독점! 나가시마 시게오의 진실 (2015년 1월 3일, TBS) - 내레이션
- 종전 70년 다큐멘터리 기획 〈우리에게 전쟁을 가르쳐주세요〉 (2015년 8월 15일, 후지 TV) - 네비게이터[14][15]
- 코우라이야 3대 계승 스페셜 8대째 이치카와 소메고로 밀착 3650일 (2018년 1월 7일, TV 아사히) - 내레이션
- 나이키를 키운 남자들 ~“SHOE DOG”과 일본~ (2018년 4월 29일, NHK BS1 스페셜) - 내레이션

### 라디오
- 오구리 슌의 올 나이트 닛폰 R (2006년 11월 4일, 닛폰 방송) - 퍼스널리티
- 오구리 슌의 올 나이트 닛폰 (2007년 1월 3일 ~ 2010년 3월 31일, 닛폰 방송) - 퍼스널리티
- 오구리 슌의 올 나이트 닛폰 영화 〈슈얼리 섬데이〉 공개 직전 스페셜 (2010년 7월 14일, 닛폰 방송) - 퍼스널리티
- 오구리 슌과 나가사와 마사미의 올 나이트 닛폰 영화 〈산〉 공개 직전 스페셜 (2011년 5월 4일, 닛폰 방송) - 퍼스널리티
- 오구리 슌의 올 나이트 닛폰 GOLD ~영화 〈루팡 3세〉 공개 직전 스페셜~ (2014년 8월 29일, 닛폰 방송) - 퍼스널리티
- 오구리 슌의 올 나이트 닛폰 영화 〈뮤지엄〉 공개 전야제 (2016년 11월 11일, 닛폰 방송)

### 광고(CM)
- 반다이 울트라맨 티가 GUTS 대원 시리즈
- J-PHONE 무비 사진 메일 〈상경〉편
- 타이쇼 제약
  - 리포비탄 파인 (2007년 ~ ) - 안도 모리 역
  - 타이쇼 한방 위장약 (2013년 ~ )
- 일본민간방송연맹 광고 캠페인 (2007년)
- 아지노모토
  - 쿠노르 컵 스프 (2007년 ~ 2010년) - 나가사와 마사미와 공동 출연
  - 혼다시® (2008년 ~ )
  - 아지노모토 우마미 조미료 〈아지노모토®〉 (2008년 ~ 2010년)[주 16]
  - 아지노모토 냉동식품 〈더 챠항〉 (2015년 ~ )
  - 더 슈 마이 (2017년)
- SEED
  - Plusmix·I SEED 이미지 캐릭터 (2007년 ~ )
  - SEED Pure 시리즈 (2010년 ~ )
- IMAGE COLLECTION 이미지 캐릭터 (2007년 ~ 2008년)
- 닛산 자동차 〈노트〉 (2008년) ※목소리 출연
- 기린 음료 〈기린 생차〉 (2008년) - 야쿠쇼 코지, 아야세 하루카와 공동 출연
- 소니 에릭슨 모바일 커뮤니케이션즈
  - W61S·W62S·풀 체인지 휴대폰 re·W64S·Xmini (2008년)
  - Premier 3·S001·BRAVIA Phone U1 (2009년)
  - S003/S004 (2010년)
- 에자키 글리코
  - walky walky (2008년)
  - OTONA GLICO (2008년 ~ 2010년) - 25년 후 이쿠라짱 역[주 17]·아사노 타다노부, 미야자와 리에, 나가야마 에이타와 공동 출연
  - 치자 (2009년 ~ )
  - POs-Ca (2010년 ~ ) - 철완 아톰 역(목소리 출연)
  - 프리츠 (2015년 ~ )
- 레벨 파이브 〈레이튼 교수와 최후의 시간 여행〉 (2008년)
- e2 by 스카이 퍼펙트 커뮤니케이션! 오구리 슌 축제 (2008년)
- 태양의 서커스 제8탄 공연 〈다이하츠 코르테오〉 스페셜 서포터 (2008년)
- 시세이도 〈uno FOG BAR〉 (2009년 ~ 2013년) - 츠마부키 사토시, 나가야마 에이타, 미우라 하루마, 미야자키 아오이와 공동 출연
- 일본우편사업 〈2010년에 세뱃돈이 있는 연하 엽서〉 이미지 캐릭터 (2009년 ~ 2010년)
- 산토리 맥주
  - 위스키가, 나에게 왔다. (2010년)
  - 야마자키 (2010년 ~ 2013년)
  - 더 프리미엄 몰츠 (2021년 ~ )
- 산토리 음료
  - PEPSI NEX ZERO, PEPSI STRONG ZERO, PEPSI STRONG 5.0GV 〈모모타로 시리즈〉 (2014년 ~ )
- 메이커즈 마크 (2018년 ~ )
- NTT 서일본 〈후렛트 히카리〉 (2011년)
- 도요타 자동차
  - 코롤라 아쿠시오 (2대 모델) (2012년)
  - 코롤라 필더 (3대 모델) (2012년 ~ 2013년)
- 니콘
  - Nikon D5500 〈이것이 우리의 일안 리프〉편 (2015년 ~ )
- 코나미 디지털 엔터테인먼트 〈실황 파워풀 프로 야구〉 (2016년)
- Right on (2017년 ~ )
- 후지쯔 〈arrows〉 (2017년 ~ ) - 야마다 타카유키와의 공동 출연
- 미츠이 스미토모 카드 (2018년 ~ )
- 주부 전력 (2019년 ~ )
- TVS REGZA 〈레그자〉 (2021년 ~ )
- NPIXEL 〈그란 사가〉 (2021년)

### PV
- sacra 〈예스터데이 (イエスタデイ))〉 (2004년) - 아라키 케이 역
- KEY GOT CREW 〈여름 사랑 생각 (夏恋想)〉 (2007년) - 카메오 출연

## 서적

### 사진집
- so (2003년 10월 27일 초판, 주부와 생활사) ISBN 4-391-12857-8
- 오구리 노트 (2006년 12월 26일 초판, 록킹온) ISBN 4-86052-063-7
- high (2007년 10월 1일 초판, 주부와 생활사) ISBN 4-391-13499-3
- SHUN×GENJI (2007년 11월 5일 초판, 아키타 쇼텐) ISBN 4-253-01086-5

### 단행본
- 동급생 (2005년 4월 10일 초판, 와니 북스) ISBN 4-8470-1598-3
- 오구리 슌 First Stage (2006년 10월 5일 초판, 키네마 준보샤) ISBN 4-87376-284-7
- 순간 오구리 (2010년 8월 3일, 와니 북스) ISBN 978-4-8470-4293-5
- 오구리 슌 Next Stage (2013년 6월 29일 초판, 키네마 준보샤) ISBN 4-87376-424-6

### 잡지 연재
- 월간 Zipper 〈I love movie, You love movie?〉 (쇼덴샤) ※연재 종료
- Telepal f 〈슌감 포토 그래프〉 (쇼가쿠칸) ※잡지 휴간에 연재 중단
- 남배우 클럽 〈오구리 슌보〉 (키네마 준보샤) ※잡지 휴간으로 연재 중단

### DVD
- 정열대륙×오구리 슌 (2008년 7월 25일, 제네온 엔터테인먼트)
- 세계 우루룬 체류기 Vol.1 오구리 슌 (2009년 1월 23일, 도호)

## 수상 경력
| 연도   | 시상식                                                                 | 부문                       | 작품                                                                     | 출처   |
| ------ | ---------------------------------------------------------------------- | -------------------------- | ------------------------------------------------------------------------ | ------ |
| 2007년 | MTV STUDENT VOICE AWARDS 2007                                          | 최우수 배우상              | 아름다운 그대에게~미남♂파라다이스~, 꽃보다 남자 2(리턴즈)                | [ 16 ] |
| 2008년 | 엘란도르상                                                             | 신인상                     | 아름다운 그대에게~미남♂파라다이스~, 꽃보다 남자 2(리턴즈)                | [ 17 ] |
| 2008년 | 제45회 골든 애로상                                                     | 방송상 드라마 부문         | 아름다운 그대에게~미남♂파라다이스~, 꽃보다 남자 2(리턴즈)                | [ 18 ] |
| 2008년 | 제17회 일본 영화 비평가 대상                                           | 남우주연상                 | 크로우즈 ZERO                                                            | [ 19 ] |
| 2008년 | 니켈로디언 키즈 초이스 어워드 2008(일본)                               | 남자배우상                 | 빈칸                                                                     | [ 20 ] |
| 2008년 | 하시다상                                                               | 신인상                     | 아름다운 그대에게~미남♂파라다이스~, 꽃보다 남자 2(리턴즈), 크로우즈 ZERO | [ 21 ] |
| 2008년 | TV LIFE 제17회 연간 드라마 대상 2007                                   | 남우조연상                 | 아름다운 그대에게~미남♂파라다이스~, 꽃보다 남자 2(리턴즈)                | [ 22 ] |
| 2008년 | 월간 TVnavi 드라마 오브 더 이어 2007                                   | 최우수 남우조연상          | 아름다운 그대에게~미남♂파라다이스~, 꽃보다 남자 2(리턴즈)                | [ 23 ] |
| 2008년 | 제21회 DVD 데이터 대상                                                 | 베스트 탤런트상            | 빈칸                                                                     | [ 24 ] |
| 2008년 | MTV STUDENT VOICE AWARDS 2008                                          | 최우수 배우상              | 빈칸                                                                     | [ 25 ] |
| 2012년 | 제74회 더 텔레비전 드라마 아카데미상                                   | 남우주연상                 | 리치 맨, 푸어 우먼                                                       |        |
| 2013년 | WOWOW 마음대로 연극 대상 2013                                          | 남우주연상                 | 붉은 어둠~텐구당 환상담~                                                 | [ 26 ] |
| 2014년 | 제81회 더 텔레비전 드라마 아카데미상                                   | 남우주연상                 | BORDER 경시청 수사 1과 살인범 수사 제4계                                 |        |
| 2014년 | GQ MEN OF THE YEAR 2014                                                | 빈칸                       | 빈칸                                                                     | [ 27 ] |
| 2017년 | 제8회 컨피던스 어워드 드라마상                                         | 남우주연상                 | CRISIS 공안 기동 수사대 특수반                                           | [ 28 ] |
| 2019년 | 일반사 법인 전국 기모노 거리 만들기 협회 〈기모노 베스트 드레서 2019〉 | 남성 탤런트 부문           | 빈칸                                                                     | [ 29 ] |
| 2020년 | 제45회 호치 영화상                                                     | 남우주연상                 | 죄의 목소리                                                              | [ 30 ] |
| 2020년 | 제33회 닛칸 스포츠 영화 대상                                           | 이시하라 유지로 남우주연상 | 죄의 목소리                                                              | [ 31 ] |
| 2020년 | 제44회 일본 아카데미상                                                 | 우수 남우주연상            | 죄의 목소리                                                              | [ 32 ] |
| 2020년 | 제44회 일본 아카데미상                                                 | 화제상 배우 부문           | 빈칸                                                                     | [ 33 ] |

### 내용주
1. ↑  이후 영화 『춤추는 대수사선』에 출연했다.
2. ↑  미타니 코키 각본이다
3. ↑  배우 시절에 『강철의 연금술사: 샴발라를 정복한 자 2005』나 『틀림없이 희극』에서 공연했다.
4. ↑  현재 이 팀은 야구 팀이 아닌 풋살 팀으로 바뀌어 활동 중이다.
5. ↑  NTV 《오샤레이즘》 (2007년 10월 28일 방송)
6. ↑  TV 아사히 《테츠코의 방》 (2009년 9월 22일 방송)
7. ↑  닛폰 방송 《오구리 슌의 올 나이트 닛폰》 방송
8. ↑  이쿠타 토마와 공동 주연
9. ↑  개봉일 기준은 일본에서의 개봉일이다.
10. ↑  나카무라 시도와 이중인격 역으로 공동 주연
11. ↑  오카다 마사키와 공동 주연
12. ↑  호시노 겐와 공동 주연
13. ↑  2009년 런던 돈마 웨어하우스 극장과 2010년 뉴욕 브로드웨이 공연에서 동일 역할을 에디 레드메인이 연기했다.
14. ↑  2020년 6월에 상연이 예정되어 있었지만, 신형 코로나 바이러스의 감염 확대를 받아 중지되었다.
15. ↑  개봉·방송일자 기준은 일본에서의 공개일이다.
16. ↑  이 CM에서 왼손으로 식사를 하고 있는 것을 확인할 수 있다.
17. ↑  일본의 TV 애니메이션 《사자에상》 속 나미노 노리스케와 나미노 타이코의 아들이다.

### 참조주
1. 1 2 3  “PROFILE”. 《오구리 슌 OFFICIAL SITE》. 2020년 12월 7일에 확인함.
2. 1 2 3  TBS. “인생 최고의 레스토랑 (2020년 10월  24일)”. 《TBS텔레비전》. 2021년 1월 17일에 확인함.
3. ↑  “오구리 슌의 올 나이트 닛폰 > MESSAGE & NEWS > 2010년 3월 31일 (#150)”. 닛폰 방송. 2010년 4월 1일. 2012년 3월 9일에 확인함.
4. ↑  남자의 이력서 오구리 슌편｜인라이프
5. ↑  “『고질라 VS. 콩』 오구리 슌 인터뷰”. 《시네마투데이》. 2021년 7월 1일. 2021년 7월 1일에 확인함.
6. ↑  “작·미타니 코키 주연·오구리 슌 2022년 대하드라마 「가마쿠라도노의 13인」”. 《NHK》. 2020년 1월 8일. 2020년 1월 17일에 원본 문서에서 보존된 문서. 2020년 1월 8일에 확인함.
7. ↑  닛칸스포츠 (2012년 3월 13일). “오구리 슌 야마다 유가 결혼”. 《nikkansports.com》. 2012년 3월 13일에 확인함.
8. ↑  “오구리 슌 & 야마다 유에 첫 아이 탄생 「많은 사랑으로 감싸 안고 싶다」”. 《스포니치》. 2014년 10월 2일. 2014년 10월 2일에 확인함.
9. ↑  “오구리 슌 야마다 유와의 첫 아이는 여자아이”. 《데일리스포츠》. 2015년 1월 14일. 2015년 1월 20일에 확인함.
10. ↑  와타나베 사치코 (2009년). “키네마 준보 Cutting Edge 오구리 슌 왼손잡이 배우”. 키네마 준보샤.
11. ↑  【엔터 비타민♪】「슌, 이제 」. 오구리 슌이 아버지에 “2대째의 집”을 선물했다 (2010년 7월 17일), Techinsight, 2014년 4월 25일에 확인.
12. ↑  “오구리 슌 『꽃남』은「절대하지 않는」의 거부 반응…누나의「너 잖아」에 출연 결정”. 《데일리》 (고베 신문사). 2020년 10월 25일. 2020년 10월 25일에 확인함.
13. ↑  “Twitter、Facebook의 스푸핑에 대해서”. 오구리 슌 공식 사이트. 2013년 4월 5일에 원본 문서에서 보존된 문서. 2020년 1월 3일에 확인함.
14. ↑  “오구리 슌, 마츠자카 토리, 후쿠시 소타에 후지 계열 종전 특별 프로에 출연”. 더 텔레비전. 2015년 6월 21일. 2015년 10월 5일에 확인함.
15. ↑  “오구리 슌 「싸움 없어져」 후지 TV 특집 인기 배우 5명이  다가오는 전쟁의 진실”. SANSPO.COM. 2015년 6월 21일. 2015년 6월 21일에 확인함.
16. ↑  “MTV STUDENT VOICE AWARDS 2007”. MTV Networks Japan. 2012년 5월 23일에 원본 문서에서 보존된 문서. 2012년 3월 9일에 확인함.
17. ↑  “오구리 슌, 발렌타인데이에는 「형이 더 인기가 있었다」”. 《ORICON STYLE》. 2008년 2월 8일. 2012년 3월 9일에 확인함.
18. ↑  “오구리 슌, 사랑의 수용 태세 만전 「어른의 사랑을 할까」”. 《ORICON STYLE》. 2008년 3월 4일. 2012년 3월 9일에 확인함.
19. ↑  “오구리 슌,『비평가 대상』의 남우주연상 수상”. 《ORICON STYLE》. 2008년 3월 14일. 2012년 3월 9일에 확인함.
20. ↑  “어린이의 선택하는 상에 EXILE, 오구리 슌이 애니메이션상은 스폰지 밥”. 《애니! 애니!》 (주식회사 이드). 2008년 5월 8일. 2012년 3월 9일에 확인함.
21. ↑  “오구리 슌이 하시다상 신인상 「연극도 하고 있습니다」”. 《닛칸스포츠》 (닛칸스포츠 신문사). 2008년 5월 11일. 2012년 3월 9일에 확인함.
22. ↑  “TV LIFE 연간 드라마 대상 역대 수상작 및 수상자 재생”. 《TV LIFE》. 학연 퍼블리싱. 2012년 10월 13일에 원본 문서에서 보존된 문서. 2012년 3월 9일에 확인함.
23. ↑  “제4회「드라마 오브 더 이어 2007」 결과 발표!”. TVnavi WEB. 2012년 3월 9일에 확인함.
24. ↑  “제21회 DVD 데이터 대상”. 《DVD데이터.com》. 엔터 브레인. 2008년 6월 27일에 원본 문서에서 보존된 문서. 2012년 3월 9일에 확인함.
25. ↑  “오구리 슌, 학생 선출의 최우수 배우상을 2년 연속 수상도「저처럼 되지 말아」”. 《ORICON STYLE》. 2008년 8월 27일. 2012년 3월 9일에 확인함.
26. ↑  “마음대로 연극 대상 2013”. WOWOW. 2014년 12월 12일.
27. ↑  “GQ MEN OF THE YEAR 2014” (PDF). GQ JAPAN. 2014년 11월 20일. 2014년 11월 21일에 확인함.
28. ↑  【17년 4분기 컨피던스 드라마상】「남우주연상」에 오구리 슌, “좋은 것” 목표로 평소보다 도전 ORICON NEWS (2017년 7월 21일) 2017년 7월 22일에 확인.
29. ↑  “「기모노 베스트 드레서 2019」에 아키시노노미야 마코 공주, 오구리 슌 씨  : 시사 닷컴”. 《시사 닷컴》 (일본어). 2020년 2월 9일에 확인함.[깨진 링크(과거 내용 찾기)]
30. ↑  【호치 영화상】『죄의 목소리』 3부문 제패, 오구리 슌 & 호시노 겐이 주연상 애니메이션 작품상은 『귀멸의 칼날』 (2020년 12월 2일) ORICON NEWS, 2020년 12월 2일에 확인.
31. ↑  오구리 슌은 작품 짊어지고 남우주연상 「소중히」 / 영화 대상 (2020년 12월 28일) 닛칸 스포츠, 2020년 12월 28일에 확인.
32. ↑  일본 아카데미상 오구리 슌 「죄의 목소리」 12개 부문 수상 (2020년 1월 28일) 데일리 스포츠, 2020년 1월 28일에 확인.
33. ↑  “「올 나이트 닛폰」 청취자가 뽑은 『일본 아카데미상 화제상』 최종 결과 발표!”. 《SCREENONLINE》. 2021년 2월 26일. 2021년 2월 27일에 확인함.